# Гуменев
Гуменев (укр. Гуменів) — село в Верхнянской сельской общине Калушского района Ивано-Франковской области Украины.
Население по переписи 2001 года составляло 580 человек. Занимает площадь 6,71 км². Почтовый индекс — 77326. Телефонный код — 03472.